# Луиза Аделаида де Бурбон (1696—1750)
Луиза Аделаида де Бурбон (фр. Louise Adélaïde de Bourbon, 2 ноября 1696, Отель де Невер — 20 ноября 1750, Париж) — французская принцесса крови, придворная дама короля Людовика XIV и его преемника Людовика XV. Никогда не была замужем, но имела множество внебрачных детей.

## Происхождение
Луиза Аделаида родилась в Отеле де Конти (ранее Отель де Невер) в Париже. Она была младшей выжившей дочерью принца Конти Франсуа Луи и его жены Марии Терезы де Бурбон. С самого рождения Луиза Аделаида была известна как мадемуазель де ла Рош-сюр-Йон. Её старшей сестрой была Мария Анна де Бурбон (1689—1720), будущая принцесса Конде; её старшим выжившим братом был Луи Арман де Бурбон, будущий принц Конти.
Через год после её рождения Людовик XIV сделал её отца титульным королём Польши, но позже отказался от этого предложения из-за привязанности к герцогине де Бурбон, его любовнице и дочери короля. 16 февраля 1707 года Луиза Аделаида была крещена в Королевской часовне Версаля; она была названа в честь Людовика Великого Дофина и Марии Аделаиды, герцогини Бургундской.

## Биография
В 1709 году мадемуазель де ла Рош-сюр-Йон потеряла отца, а её брат стал принцем Конти. В 1713 году её старшая сестра в возрасте 24-х лет вышла замуж за их двоюродного брата по материнской линии Луи Анри, герцога де Бурбон.
Луиза Аделаида никогда не была замужем, хотя в 1748 году обсуждался её брак со Станиславом I Лещинским, бывшим королём Польши.
Рене Луи, маркиз д’Аржансон писал в своих мемуарах: «Мадемуазель де ла Рош-сюр-Йон умерла прошлой ночью от оспы. Она была хорошей принцессой и оставила много бастардов».
После смерти своей сестры, принцессы Конде в 1720 году, к большому раздражению принца Конде Луизе Аделаиде была завещана вся её собственность.
В 1732 году умерла её мать, успев примириться со своими детьми. Пережив брата, сестру и родителей, мадемуазель де ла Рош-сюр-Йон скончалась в возрасте 54-х лет в Париже, где и была похоронена.